# كرية شائكة
كرية شائكة أو الخلية المهمازية أو الكرية الحمراء المشوَّكة (بالإنجليزية: Acanthocyte) (من الكلمة اليونانية ἄκανθα أكانثا، وتعني 'شوكة')، وتشير في البيولوجيا والطب إلى شكل من أشكال خلايا الدم الحمراء يكون لديه غشاء خلوي شائك، نتيجة بروزات شوكية غير طبيعية. وهناك مصطلح مماثل هو الخلايا المهمازية. وفي كثير من الأحيان قد يكون هناك خلط مع فصيمة كروية (بالإنجليزية: Schistocyte).
وتكون الكرية الشائكة خشنة، والمسافات بينها متباعدة بطريقة غريبة، ولها تحززات مختلفة الحجم تشبه النجوم. وتوجد هذه الكريات في شرائح الدم بين خلايا أخرى في حالات فقد البروتين الشحمي بيتا من الدم، وأمراض الكبد، ومتلازمة ماكليود، والعديد من الأمراض العصبية الموروثة، وغيرها من الاضطرابات، مثل: فقدان الشهية العصابي، وكثرة الكريات المتغلظة في الأطفال، وقصور الغدة الدرقية، والتهاب الكبد المجهول السبب في حديثي الولادة، وإدمان الكحول، وتضخم الطحال الاحتقاني، ومتلازمة زيف، وداء الورم الحبيبي المزمن.

## الاستخدام
يمكن أن يشير مصطلح الخلايا المهمازية (Spur cells) للكريات الشائكة، أو قد يشير في بعض المصادر إلى مجموعة فرعية محددة من "الكريات الشائكة المتطرفة" التي خضعت للتعديل من قِبل الطحال، حيث أصبحت الأشواك ثلمة، وأصبحت الخلايا كروية، كما يحدث في بعض المرضى الذين يعانون من أمراض كبدية حادة.
ويشير مصطلح كثرة الكريات الشائكة (Acanthocytosis) إلى وجود هذا النوع من خلايا الدم الحمراء المحببة، كما يمكن أن يحدث في تليف الكبد الحاد أو التهاب البنكرياس، كما يمكن أن يشير إلى مرض فقد البروتين الشحمي بيتا من الدم على وجه التحديد، وهي حالة سريرية تتميز بوجود خلايا الدم الحمراء الشائكة، ومشاكل عصبية، وإسهال دهني. كثرة الكريات الشائكة (المعروف أيضا باسم فقد البروتين الشحمي بيتا من الدم، أو نقص صميم البروتين الشحمي بيتا، أو متلازمة باسن-كورنزويغ) هي اضطراب وراثي نادر مسؤول عنه جين جسدي متنحي، يحدث نتيجة عدم القدرة على الهضم الكامل للدهون الغذائية في الأمعاء؛ نتيجة لطفرات مختلفة في الجين المسؤول عن بروتين نقل الدهون الثلاثية الصغيرة.

## الفسيولوجيا المرضية

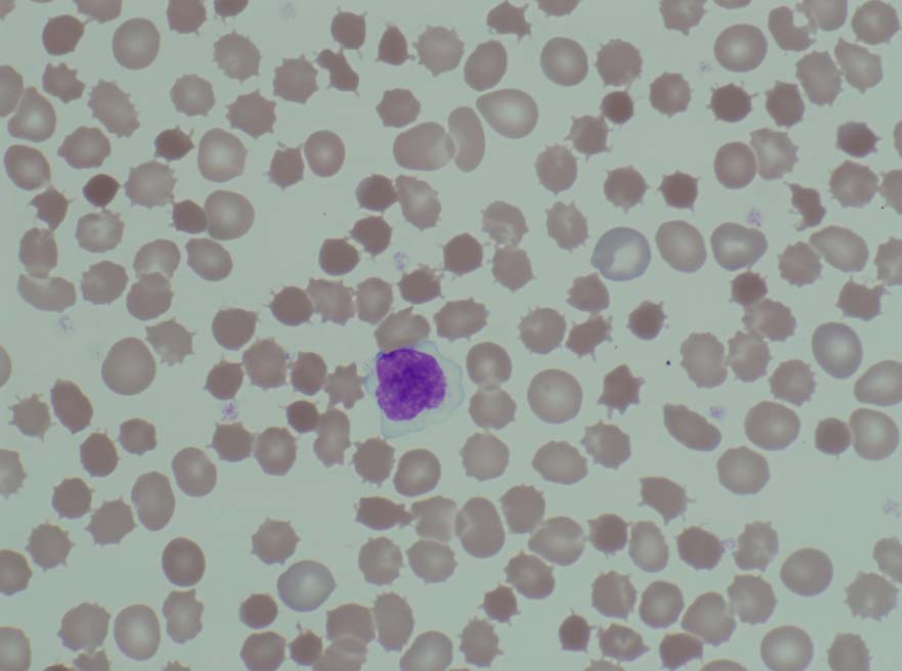
كثرة الخلايا المهمازية في مريض مصاب بفقد البروتين الشحمي بيتا من الدم

تنشأ الكريات الشائكة من أي من هاتين الآليتين. إما نتيجة تغيرات في دهون الغشاء، كما في فقد البروتين الشحمي بيتا من الدم، والخلل الوظيفي للكبد. أو نتيجة تغيير في بروتينات الغشاء الهيكلية في حالة متلازمة ماكليود.
في حالة الخلل الوظيفي للكبد، يتراكم البروتين الدهني الناقص صميم البروتين الشحمي ألفا-2 في البلازما، مما يسبب زيادة الكوليسترول في كرات الدم الحمراء. ويتسبب ذلك في حدوث تشوهات في غشاء كرات الدم الحمراء، التي تخضع لإعادة تشكيل في الطحال منتجا الخلايا المهمازية.
بينما في حالة فقد البروتين الشحمي بيتا من الدم، يسبب نقص الدهون، وفيتامين E تكون كرات الدم الحمراء المشوهة.

## التشخيص التفريقي
ويمكن رؤية الكريات في: فقر الدم الحاد أو المزمن، والتهاب الكبد A، B، C. ومتلازمة الكبدية الكلوية، ونقص النخامية، متلازمات سوء الامتصاص، وسوء التغذية. وهناك كريات ثانوية لسوء التغذية، كما في حالات فقدان الشهية العصابي، والتليف الكيسي، ويعالج ذلك النوع بتعويض النقص الغذائي. كما يمكن العثور على خلايا شبيهة بالخلايا الشائكة في قصور الغدة الدرقية، وبعد استئصال الطحال، وفي خلل التنسج النخاعي.
وينبغي تمييز الكريات الشائكة من الكريات الحمراء الشائكة (echinocytes)، والتي على الرغم من وجود تحززات بها إلا أنهما مختلفان في أن الكريات الحمراء الشائكة لديها زوائد متعددة، وصغيرة، موجودة على مسافات منتظمة على غشاء الخلية. وعادة ما تشير الكريات الحمراء الشائكة إلى اليوريمية، ولكن يمكن رؤيتها أيضا في العديد من الظروف، بما في ذلك انحلال الدم الخفيف في حالة نقص مغنيزيوم الدم، ونقص فوسفات الدم، وفقر الدم الانحلالي في عدائين المسافات الطويلة، ونقص البيروفات كيناز. ويمكن أيضا أن تنشأ الكريات الحمراء الشائكة في المختبر بسبب ارتفاع درجة الحموضة، وتخزين الدم، ونضوب ثلاثي فسفات الادينوزين، وتراكم الكالسيوم، والتلامس مع الزجاج. كما ينبغي أيضا تمييز الكريات الشائكة من الخلايا القرنية (keratocyte)، التي تتميز بوجود عدد قليل من النتوءات الكبيرة جدا.

## روابط خارجية
- Acanthocyte: Presented by the University of Virginia
- Acanthocytes في المكتبة الوطنية الأمريكية للطب نظام فهرسة المواضيع الطبية (MeSH).